# Stodderbarn
|  | Denne artikel er oprettet af botten Steenthbot ud fra en ekstern database. Den kan derfor have sproglige fejl eller mangler. Denne skabelon kan fjernes efter kontrol af indholdet. |

Stodderbarn er en dansk hybrid spillefilm fra 2016 instrueret af Nønne KK Gervig

## Handling
Filmen er en collagefortælling, der tager udgangspunkt i instruktøren eftersøgning af sin far, der har levet et broget og hårdt liv, blandt andet som landevejsridder på de danske landeveje.
Den er også en kærlighedserklæring til at leve livet på andre måder, end at opfylde institutionaliserede regler og normer uden at sætte spørgsmålstegn ved dem.